# Сарби (Салаж)
Сарби (рум. Sârbi) насеље је у Румунији у округу Салаж у општини Саг. Oпштина се налази на надморској висини од 376 m.

## Историја
По "Румунској енциклопедији", место се први пут помиње 1471. године. До 17. века је носило назив "Тотфала", да би се 1733. године јавио нови назив Србин. После Другог светског рата усталио се садашњи назив Срби. Име носи по народу Срби.

## Становништво
Према подацима из 2002. године у насељу је живело 307 становника, од којих су сви румунске националности.